# Agathis philippinensis
Espèce
Classification phylogénétique
Statut de conservation UICN

 VU A1cd : Vulnérable
Agathis philippinensis (Almaciga ou Dayungon) est une espèce d’Agathis originaire des Philippines, de Sulawesi et Halmahera. Il se rencontre dans la forêt tropicale humide de plateau entre 450 et 2200 m d'altitude, rarement aussi bas que 250 m dans le Nord de Luçon.

## Description
C'est un grand conifère sempervirent atteignant plus de 65 m en hauteur avec une écorce grise colorée et lisse. Les feuilles sont ovales, 4 à 6 cm de long et 1,5 à 2 cm de large sur les arbres adultes, contre 11 à 13 cm de long et 4,5 à 5 cm de large sur les jeunes arbres.
Les cônes polliniques mesurent 25 à 45 mm en longueur et 10-11 mm de large.